# Lobos UAP
Lobos UAP fue un club de fútbol que apareció en el invierno 1999. Fue una franquicia del Grupo Pegaso, que no logró los resultados esperados. Desapareció en el verano de 2001.

## Historia
El equipo surgió en 1999 tras la desaparición del Truenos de Cuautitlán que fue filial de los Rayos del Necaxa y fue adquirida por Grupo Pegaso.
Lobos compitió en la Primera División A de México En el invierno 1999 bajo el mando del director técnico Arturo Avilés, el primer gol fue anotado por Rolando Esquer, pero los resultados no se dieron y tras la derrota contra Irapuato de local Avilés es relevado posteriormente por Alejandro "Gallo" García con un debut de 3-1 sobre Querétaro.
El verano se dio un Bicampeón de goleo pero con la particularidad que ambos fueron del mismo club; Carlos Muñoz y Emmanuel Sacramento, marcaron 15 goles cada uno. Algunos refuerzos como Leopoldo Castañeda, Walter Fleita, Pero a pesar de este buen resultado individual, el equipo no logra calificar una vez más.
En el invierno 2000 reforzado con Adrián Santacruz, Hugo Ruiz y Fernando Piña no logró buenos números, por lo que tres técnicos pasaron por la organización, al final lo rescatable fue Muñoz como figura del equipo.
El 18 de noviembre de 2000 Carlos Muñoz quién marcó 7 veces en el torneo se retiró del fútbol en el triunfo de Lobos ante Real San Luis por 2 a 0 contribuyendo con ambas anotaciones, en el Estadio Zaragoza de Puebla, Uniéndose como asesor deportivo para el siguiente torneo.
Para el verano, se incorporó a elementos novatos del  Atlante como Gerardo Espinoza y el colombiano Luis Gabriel Rey que tuvo un aporte de 5 goles, además al argentino Daniel Garnero y el chileno Roque Galeano que destacó con 4 goles. Inició con 5 juegos sin ganar hasta la sexta fecha le ganó a Tijuana 1-0 de visitante La situación no mejoró y al quedar en penúltimo lugar se terminá el ciclo con la mudanza del equipo a la ciudad de Oaxaca donde jugaron como los Chapulineros de Oaxaca.
Como el equipo fue administrado en conjunto por el Grupo Pegaso y la Benemérita Universidad Autónoma de Puebla partiendo de una franquicia adquirida a otro club, se le considera como un club diferente del conjunto de Lobos BUAP, por lo que estadística y administrativamente sus números se manejan de manera independiente en los datos oficiales de la Federación Mexicana de Fútbol.
Durante su primer torneo en el segundo escalón del fútbol mexicano el equipo tuvo sus partidos como local en el Estadio Cuauhtémoc, compartiendo cancha con los equipos Puebla y Ángeles, a partir del verano 2000 se trasladó al Estadio Olímpico Ignacio Zaragoza.

## Números de Lobos UAP
| Temporada     | JJ | JG | JE | JP | GF | GC | DIF | PTS |
| ------------- | -- | -- | -- | -- | -- | -- | --- | --- |
| Invierno 1999 | 19 | 5  | 6  | 8  | 34 | 37 | -7  | 21  |
| Verano 2000   | 19 | 6  | 8  | 5  | 39 | 35 | 4   | 26  |
| Invierno 2000 | 19 | 4  | 7  | 8  | 20 | 28 | -8  | 19  |
| Verano 2001   | 19 | 3  | 7  | 9  | 18 | 32 | -14 | 16  |

## Goleadores
| Jugador                        | N.º de goles |
| ------------------------------ | ------------ |
| 1. Carlos Muñoz (Esp)          | 25           |
| 2. Emmanuel Sacramento (Bra)   | 15           |
| 3. Juan Manuel Zandoná (Arg)   | 9            |
| 4. Odilón Jiménez              | 7            |
| 5. Rodrigo Valenzuela (Chi)    | 7            |
| 6. Luis Gabriel Rey (Col)      | 5            |
| 7. Antonio Carlos Santos (Bra) | 5            |